# Vorderes Otog-Banner

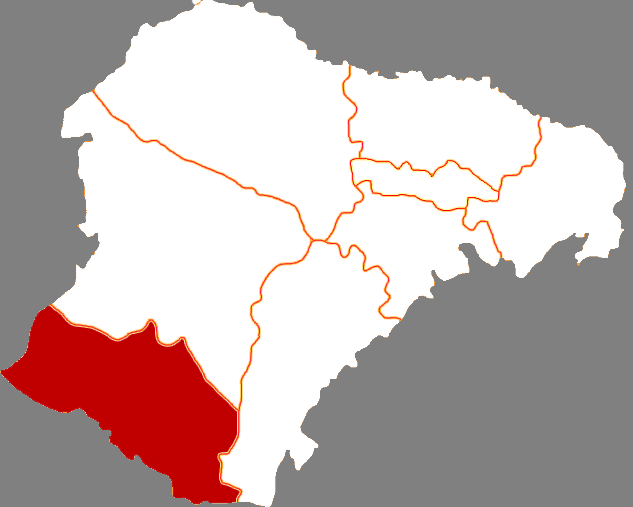
Lage des Vorderen Otog-Banners in Ordos

Das Vordere Otog-Banner (chinesisch 鄂托克前旗, Pinyin Ètuōkè Qián Qí; mongolisch ᠣᠲᠣᠭ ᠤᠨ ᠡᠮᠦᠨᠡᠳᠦ ᠬᠣᠰᠢᠭᠤ Otoɣ-un Emünedü qosiɣu) ist ein Banner der bezirksfreien Stadt Ordos im Südwesten des Autonomen Gebietes Innere Mongolei im mittleren Norden der Volksrepublik China. Es hat eine Fläche von 12.318 km² und zählt 70.000 Einwohner (2004). Sein Hauptort ist die Großgemeinde Oljoqi (敖勒召其镇).
Koordinaten: 38° 11′ N, 107° 29′ O